# 氷見市立灘浦中学校
氷見市立灘浦中学校（ひみしりつ なだうらちゅうがっこう）は、富山県氷見市にあった市立中学校。創校以来5260人が卒業した。

## 沿革
- 1947年-創立
- 2017年3月24日 - 閉校式が開かれ、創立以来70年の歴史に幕を下ろした。平成29年度から氷見市立北部中学校に統合された。[2]

## 通学区域
氷見市立灘浦小学校の通学区域

## 周辺
- 国道160号
- 髪塚